# Imelda Daza

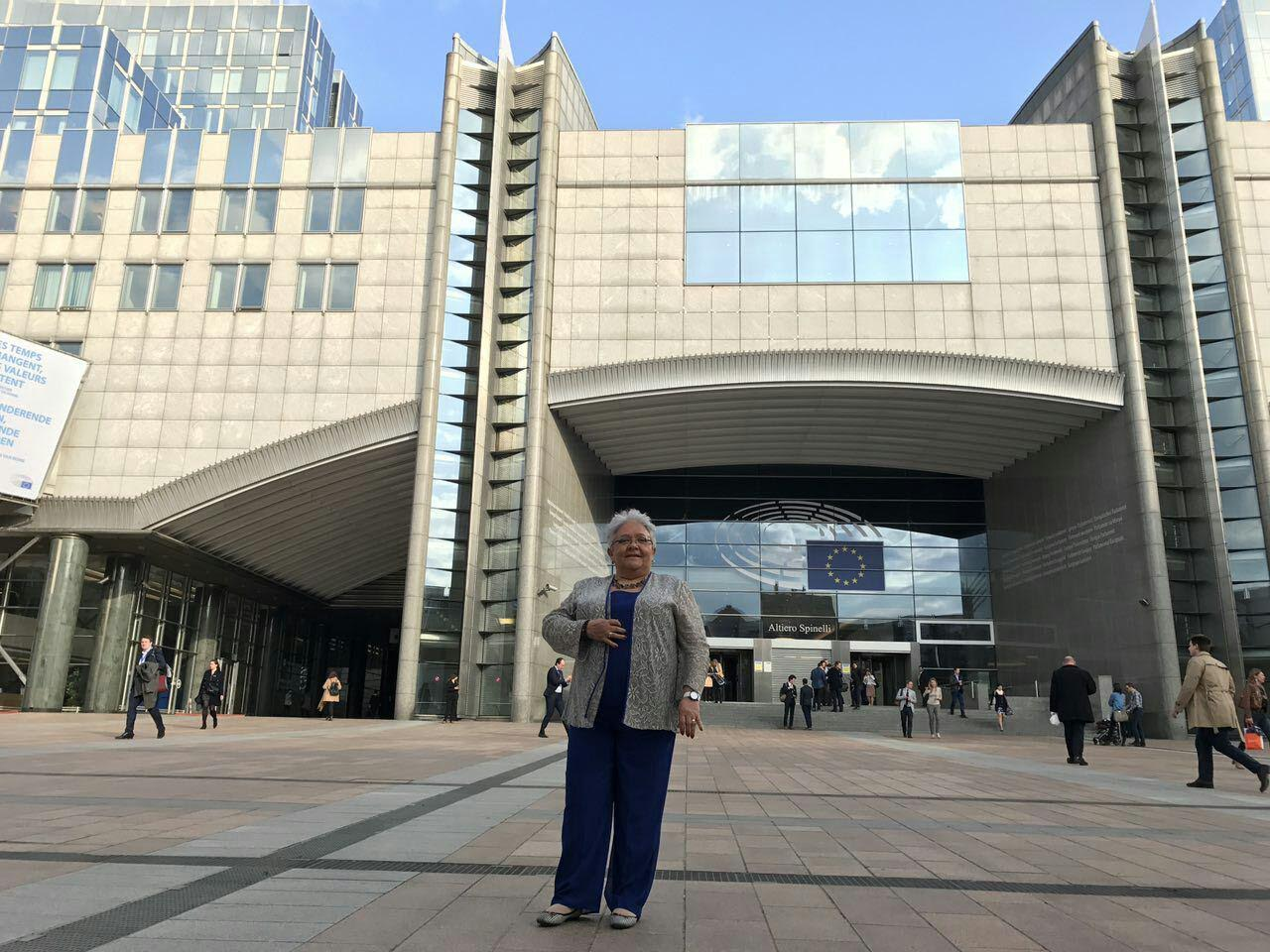
Imelda Daza a las puertas de Parlamento Europeo, Bruselas.

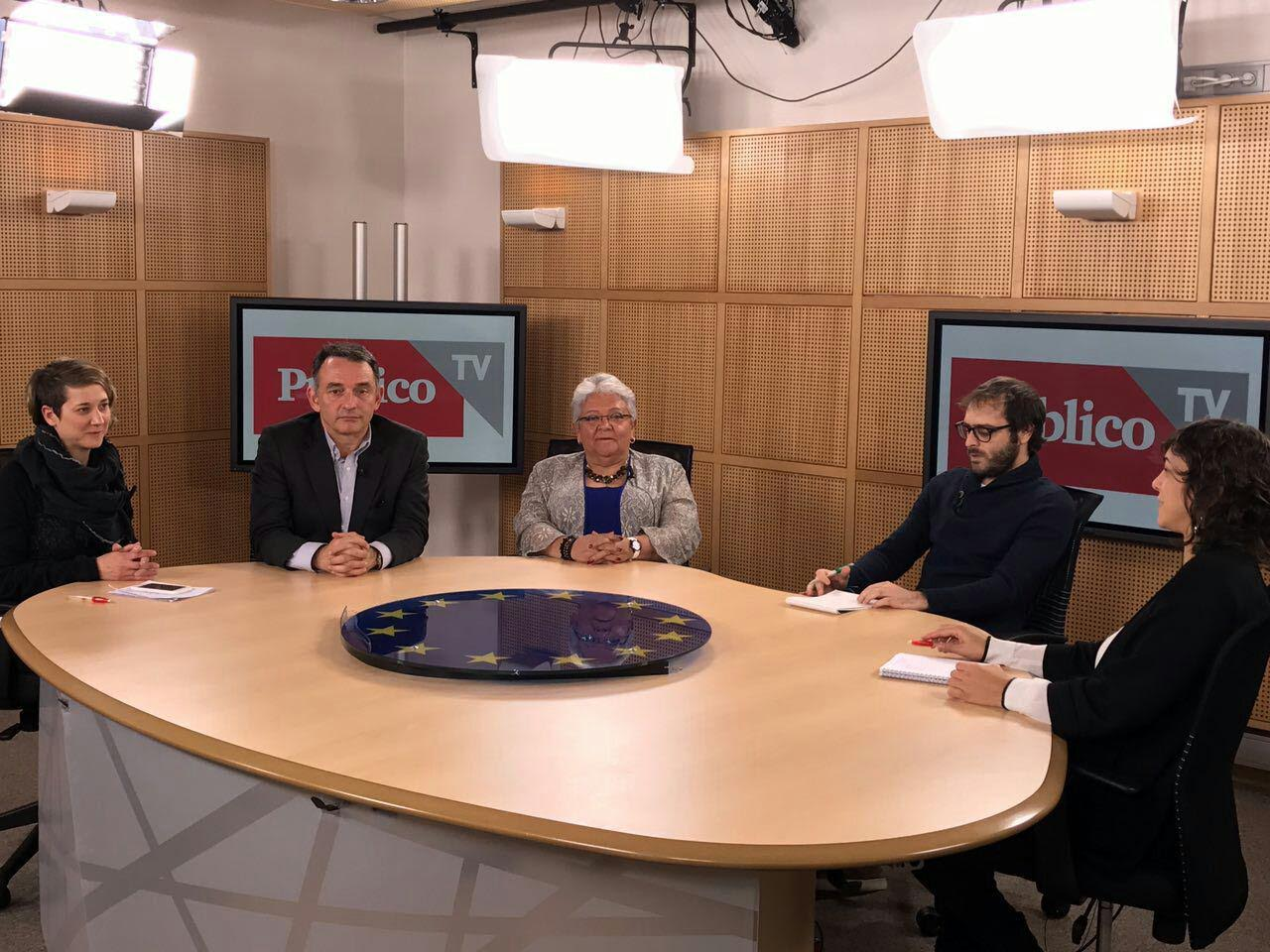
Daza en un programa de TV de España

Imelda Daza Cotes (Valledupar, 17 de marzo de 1948) es una economista, docente, activista política colombiana, nacionalizada sueca. Actualmente es senadora de la República.
Ha participado en movimientos políticos de izquierda de Colombia y de Suecia. En 1986, fue elegida concejal por la Unión Patriótica; tuvo que exiliarse por amenazas de muerte. Regresó a Colombia en junio de 2015 para presentarse como candidata a la gobernación del Cesar. Como activista de Unión Patriótica, recorrió el país haciendo Pedagogía por la Paz y promoviendo luego el “Sí” al Plebiscito. En octubre de 2016, fue designada como vocera en la Cámara de Representantes en nombre de Voces de Paz y Reconciliación, que acompaña la implementación del Acuerdo de Paz. Está en el listado de “La Silla Vacía” con los 50 personajes claves para el éxito del posconflicto. El 1 de noviembre de 2017, fue escogida como fórmula vicepresidencial de Rodrigo Londoño, en representación de Fuerza Alternativa Revolucionaria del Común FARC.

## Inicios en la política
Nacida el 17 de marzo de 1948 en Manaure, Cesar, Imelda Daza Cotes fue la primera mujer presidenta del Concejo de su ciudad en 1983, por encargo de liberales y conservadores que así lo decidieron. Antes, junto a otros profesores y estudiantes, había promovido la creación de la Universidad Popular del Cesar en 1976. Además, creó, con un grupo apasionado por política, entre cuyos integrantes se encontraba Ricardo Palmera Pineda (quien luego se integraría a las FARC-EP como "Simón Trinidad"), un movimiento cívico popular llamado Causa Común, que luego se integraría a la Unión Patriótica.
El 25 de mayo de 1986, ya como miembro de la U.P., fue elegida concejal de Valledupar junto a otros seis concejales en seis municipios distintos. 
Todos estos concejales más un Diputado fueron asesinados durante el exterminio que sufrió el partido. En julio de 1987, días después del asesinato de su compañero en la política José F. Ramírez, una corona de flores fue colocada en su antejardín, con una invitación a su propio sepelio. Imelda, así, tuvo que salir de Valledupar el 20 de julio de 1987 para Bogotá, donde, creía, podía mantener un bajo perfil y llevar una vida normal. 
Presionada, tuvo que dejar Colombia, en 1988, por Lima, Perú, pero no logró permanecer allí. Se fue entonces con su familia a Suecia, país que les concedió asilo político. Allí vivió desde septiembre de 1989 hasta junio de 2015. En Suecia se vinculó a la política: primero fue concejal socialdemócrata entre 2002 y 2014; luego ingresó al partido de la Izquierda y, en 2014, fue elegida concejal en Aneby hasta 2018.

## Vida personal
Para 2017 lleva 45 años de casada, con 3 hijos que viven en Suecia.

## Exilio en Suecia
Imelda Daza vivió durante 26 años en Jönköping, en donde trabajó como docente escolar y universitaria. Además, se desempeñó como concejal por el Partido Socialdemócrata Sueco y luego por el Partido de la Izquierda durante 15 años (con vigencia hasta 2018). También fue en tres ocasiones candidata al Parlamento.
En 1996 intentó volver a Colombia, pero al ver la situación de conflicto reinante en el país, y los muchos conocidos que habían sido asesinados en Valledupar, regresó a la nación escandinava.

## Regreso a Colombia
Invitada por sus amigos, Imelda regresó a Valledupar el 25 de junio de 2015 para presentarse como candidata a la gobernación del Cesar, avalada por la Unión Patriótica y con el respaldo de Alianza Verde (Colombia), Polo Democrático, MAIS, Progresistas y otros sectores políticos de base liberal, independientes, y organizaciones sociales. Entre sus propuestas más representativas, se encontraban la ampliación de la red de hospitales del departamento, así como también una mayor asignación para los presupuestos de educación, gestión económica y equitativa, mujer, género y diversidad sexual.
Con sólo cuatro meses de campaña, finalizó tercera en los comicios del 25 de octubre de 2015, por detrás de Francisco Fernando Ovalle Angarita (54,45%) y de Arturo Rafael Calderón Rivadeneira (40,61%). Consiguió 8.300 votos, lo que representó un porcentaje de 1,89%. Más allá del resultado, ella misma mencionó que la votación fue histórica por el hecho de que, en una región con fuerte predominancia del Paramilitarismo en Colombia, por primera vez en mucho tiempo una fuerza de izquierda se presentó electoralmente.

## Integrante de Voces de Paz y Reconciliación
El 24 de noviembre de 2016, el Comandante en Jefe de las FARC-EP, Rodrigo Londoño Echeverri, conocido como “Timochenko", firmó, en nombre de la guerrilla, el Acuerdo Final de Paz con Juan Manuel Santos, presidente de Colombia, para culminar el conflicto bélico. El punto tres del acuerdo, atinente a las “Garantías para el nuevo partido o movimiento político”, generó las condiciones para el nacimiento de la agrupación Voces de Paz y Reconciliación, que, según lo pactado, debía tener asiento en el Congreso para acompañar la implementación del acuerdo.
Junto a Francisco Toloza y Jairo Rivera, Imelda fue elegida como representante de la organización en la Cámara de Representantes de Colombia, con voz pero sin voto. Desde el 19 de diciembre de 2016, se encuentra desempeñando esa labor.
En una conferencia en la Universidad Nacional de Colombia, en Bogotá, el 28 de febrero de 2017, ella afirmó: “En este país -Colombia- se ha aplicado siempre la eliminación física del contrario, porque no se tolera un pensamiento distinto al del establecimiento. Ésa es la razón por la cual la violencia se ha afianzado en este país casi como la única forma de lucha política, y es eso lo que ahora pretendemos dejar atrás: dejar esa página de horror para aprender a resolver nuestros problemas, conflictos y contradicciones por la vía civilizada, a través del dialogo, del debate de las ideas y de intentar el consenso. Es lo que nunca hemos podido hacer. A mí me tocó el exilio en Suecia. Allí viví 26 larguísimos inviernos y créanme que cada día de esos 26 años soñé con el retorno”.